# 루슬란 키시마호프
루슬란 무하디노비치 키시마호프(러시아어: Русла́н Мухади́нович Кишма́хов, 1974년 2월 24일~)는 러시아의 유도 선수, 지도자이다. 2008년 하계 올림픽 남자 엑스트라라이트급에 참가했으며 유럽 선수권 대회에서 금메달 1개를 획득했다.